# Patrick Herr
 (juillet 2018).
Pour les articles homonymes, voir Herr.
Patrick Herr, né le 21 mai 1945 à Rouen (Seine-Inférieure), est un homme politique français. 

## Carrière
Il a été réélu député pour un dernier mandat le 16 juin 2002, pour la XIIe législature (2002-2007), dans la première circonscription de la Seine-Maritime. Il était membre du groupe UMP, mais son parcours politique a démarré à l'UDF dans le sillage de l'ancien maire de Rouen Jean Lecanuet. 
Il est huissier de justice à Rouen et président de l'association L'Armada de la Liberté, organisatrice de rassemblements de grands voiliers à Rouen dont la dernière édition a eu lieu du 6 au 16 juin 2019. Cela sera le dernier volet de cette manifestation qu'il organisera en tant que président.
Il est le fils du peintre François Herr.
Le 5 juillet 2008, il a sauvé l'archevêque de Rouen Jean-Charles Descubes de noyade après sa chute dans la Seine, lors de l'Armada.

## Mandats
- 20/03/1977 - 05/03/1983 : Membre du conseil municipal de Rouen (Seine-Maritime)
- 06/03/1983 - 12/03/1989 : Adjoint au maire de Rouen (Seine-Maritime)
- 12/03/1989 - 11/06/1995 : Adjoint au maire de Rouen (Seine-Maritime)
- 28/03/1994 - 18/03/2001 : Membre du conseil général de la Seine-Maritime
- 30/07/1995 - 17/04/1996 : Membre du conseil régional de Haute-Normandie
- 26/02/1996 - 21/04/1997 : Député à la suite du décès de Jeanine Bonvoisin[6], UDF, dont il était suppléant[réf. nécessaire]
- 01/06/1997 - 06/2007 : Député

Mandat au 01/09/2008 :
- Membre du conseil général de la Seine-Maritime (2e canton de Rouen)

## Décorations
- Chevalier de l'ordre national du Mérite (22 octobre 1990)
- Officier de la Légion d'honneur Il est fait chevalier le 13 juillet 1995[7], et est promu officier le 13 juillet 2011[8].
- Commandeur de l'ordre du Mérite maritime Il est promu commandeur le 18 décembre 2019[9]
- Médaille du tourisme